# Sošice
Sošice su naseljeno mjesto u Republici Hrvatskoj u Zagrebačkoj županiji. 

## Zemljopis
Administrativno su u sastavu općine Žumberak. Naselje se proteže na površini od 14,60 km². Nalazi se uz Planinarski put Žumberkom (kontrolna točka KT-12). U blizini mjesta je izvor rijeke Kupčine, lijeve pritoke Kupe.

## Stanovništvo
Prema popisu stanovništva iz 2011. godine u naselju Sošice živi 77 stanovnika i to u 35 kućanstva. Gustoća naseljenosti iznosi 6,78 st./km².
| broj stanovnika | 259   | 410   | 450   | 484   | 515   | 459   | 424   | 466   | 347   | 391   | 357   | 294   | 205   | 122   | 99    | 77    | 54    |
|                 | 1857. | 1869. | 1880. | 1890. | 1900. | 1910. | 1921. | 1931. | 1948. | 1953. | 1961. | 1971. | 1981. | 1991. | 2001. | 2011. | 2021. |

## Znamenitosti
- Grkokatolička crkva sv. Petra i Pavla i katolička kapela Uznesenja Blažene Djevice Marije, zaštićeno kulturno dobro
- Etnografski muzej u Samostanu sestara Bazilijanki